# Puka Llacta
El Partido Comunista del Perú - Puka Llacta (PCP - PLL), conocido simplemente como Puka Llacta (del quechua puka, "rojo" y llacta, "tierra" (también, "pueblo", "ciudad", "país"), es el nombre de un partido político  marxista-leninista-maoísta peruano que tuvo sus orígenes en la década de 1970.

## Historia
En 1978, el Partido Comunista del Perú - Patria Roja (PCP - PR), una de las escisiones de inspiración maoísta del Partido Comunista Peruano (PCP), se dividió en 2 facciones, la que conservó la denominación y la que se denominó Partido Comunista del Perú - "Puka Llacta".  Esta surgió con la intención de realizar acciones concretas en torno a su discurso de la guerra popular.

### Simpatía con Sendero Luminoso
Se desconoce si sus militantes participaron directamente en actos terroristas. Sin embargo, a finales de 1984 Puka Llacta apoyó el avance de Sendero Luminoso hacia la provincia del Huallaga, después de una ofensiva militar en los departamentos de Ayacucho y Huancavelica. Tenía su principal zona de influencia en Puno sobre todo entre los maestros, técnicos y profesionales de origen campesino aymara o entre hijos de hacendados empobrecidos que habían estudiado en la Universidad Nacional del Altiplano (UNA) en los años 70 y 80 del pasado siglo. Su influencia en el sector de enseñanza se hizo patente al promover el Comité Nacional de Reorganización y Reorientación (CONARE) del Sindicato Único de Trabajadores de la Educación del Perú (SUTEP), enfrentándose al PCP-PR que tenía mayoría en este sindicato.
Durante las elecciones municipales peruanas de 1980, uno de los lugares donde su presencia se hizo más patente fue igualmente en la Universidad Técnica del Altiplano. Aunque en los 80 hubo un intento de disputar el espacio político-militar a Sendero Luminoso (SL), en la Sierra Central, fracasó cuando Sendero comenzó a eliminar directamente a sus oponentes.